# North Weald (metrostation)
North Weald is een spoorwegstation aan de Epping Ongar Railway, een historische spoorlijn, gelegen in North Weald, Essex.

## Geschiedenis

### Stoomdiensten
Het station werd op 1 april 1865 geopend door de Great Eastern Railway (GER) toen die haar lijn enkelsporig doortrok van Loughton naar Ongar. North Weald had twee sporen zodat tegemoetkomende treinen elkaar konden passeren, daarnaast werden opstelsporen gelegd aan de noordkant van de doorgaande sporen. Het passeerspoor werd in 1888 aan de oostkant opgebroken zodat een kopspoor overbleef. In 1933 werd het OV in Londen genationaliseerd in de London Passenger Transport Board, kortweg London Transport, die het New Works Programme 1935 – 1940 kwam om knelpunten in het metronet op te lossen en nieuwe woonwijken aan te sluiten op de metro. Onderdeel was de overname van de lijn tussen Straford en Ongar waarop de LNER stoomdiensten onderhield. Door de integratie van deze lijnen in het metronet zouden elektrische diensten voor het woon-werkverkeer beschikbaar komen.
De ombouw tot metro begon in 1938 waarbij het passeerspoor hersteld werd en tevens een eigen perron kreeg. De overgang van de lijn naar de metro liep echter vertraging op door het uitbreken van de Tweede Wereldoorlog en het instellen van de groene gordel rond Londen aan het eind van de oorlog betekende dat er geen woonwijken ten noordoosten van Epping kwamen. Tijdens de Tweede Wereldoorlog werd het station vaak gebruikt door vliegeniers die van en naar het nabijgelegen North Weald Airfield reisden. 

### Underground
In 1948 werden de Britse spoorwegen genationaliseerd in British Railways en op 29 september 1949 nam de London Underground het station over van British Railways toen de metrodiensten ten noorden van Loughton van start gingen. De elektrificatie liep echter niet verder dan Epping zodat British Railways in opdracht van de undergound een stoomtienst verzorgde tussen Epping en Ongar. Deze pendeldienst werd voortgezet tot 18 november 1957 toen de elektrificatie tot Ongar gereed was. 
De elektrificatie werd sober uitgevoerd zodat als gevolg van spanningsverliezen hooguit vierbaksstellen ingezet konden worden, bovendien waren de perrons van de stations North Weald en Blake Hall ook niet lang genoeg voor langere metro's. Hierdoor kwamen er geen doorgaande diensten over de rest van de Central Line en reed de metro tot 1976 als pendeldienst met twee driebaks metrostellen tussen Epping en Ongar. Uitzondering vormden de twee dagen van het weekeinde waarin de jaarlijkse North Weald Airshow werd gehouden op het naastgelegen vliegveld. Op dat weekeinde reden er rechtstreekse metro's tussen de binnenstad en North Weald die in zuidelijke richting de wachtende reguliere metro in Epping voorbij reed. Het passeerspoor verdween weer in 1978, tot die tijd werd de treindienst over beide sporen geregeld vanuit het seinhuis dat al door de Eastern Counties Railway langs het zuidelijke spoor was geplaatst. North Weald was in 1978 het laatste deel van het metronetwerk waar de beveiliging met mechanische armseinen verdween. Hoewel niet meer in gebruik bleef het verlichte spoordiagram in het seinhuis de treinbewegingen weergeven tot de sluiting van de lijn in 1994.

## Sluiting
De enkelsporige lijn tussen Epping en Ongar kende slechts geringe aantallen reizigers en werd steeds onrendabeler. De dienst werd verder ondermijnd toen de Greater London Council de subsidie introk omdat de lijn op het grondgebied van Essex en niet van Londen lag. Omdat Essex geen subsidie wilde geven betekende dat hogere tarieven dan op de rest van het metronet. Aanvankelijk werd de zondagsdienst geschrapt en daarna ook de zaterdagdienst. Vervolgens werd de dienst beperkt tot een spitsdienst van zeven ritten per richting per dag (drie 's ochtends en vier 's avonds). London Transport heeft meerdere keren aan de regering gevraagd om de lijn te sluiten, maar dat werd geweigerd omdat er geen ander openbaar vervoer was tussen Epping en Ongar. In 1994 werd een verzoek ingediend om de lijn af te stoten. Dit keer stemde de regering toe omdat een private onderneming aankondigde de lijn te willen kopen en de dienst voort te zetten. De lijn, inclusief station North Weald, werd op 30 september 1994 gesloten. Vanwege het voornemen om de diensten voort te zetten, werd de lijn grotendeels intact gelaten, hoewel de twee stroomrailswerden verwijderd. De Pilot Group kocht de lijn in 1998 om opnieuw forenzendiensten aan te bieden. Het beweerde gebrek aan perroncapaciteit in het metrostation van Epping heeft dit echter verhinderd. 

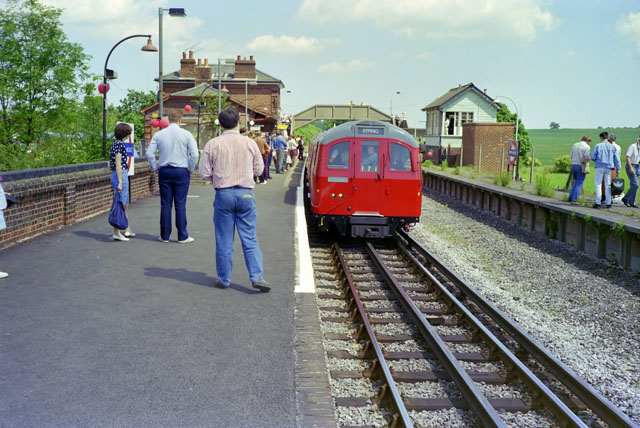
Het station tijdens de viering van de 125e verjaardag in 1990.
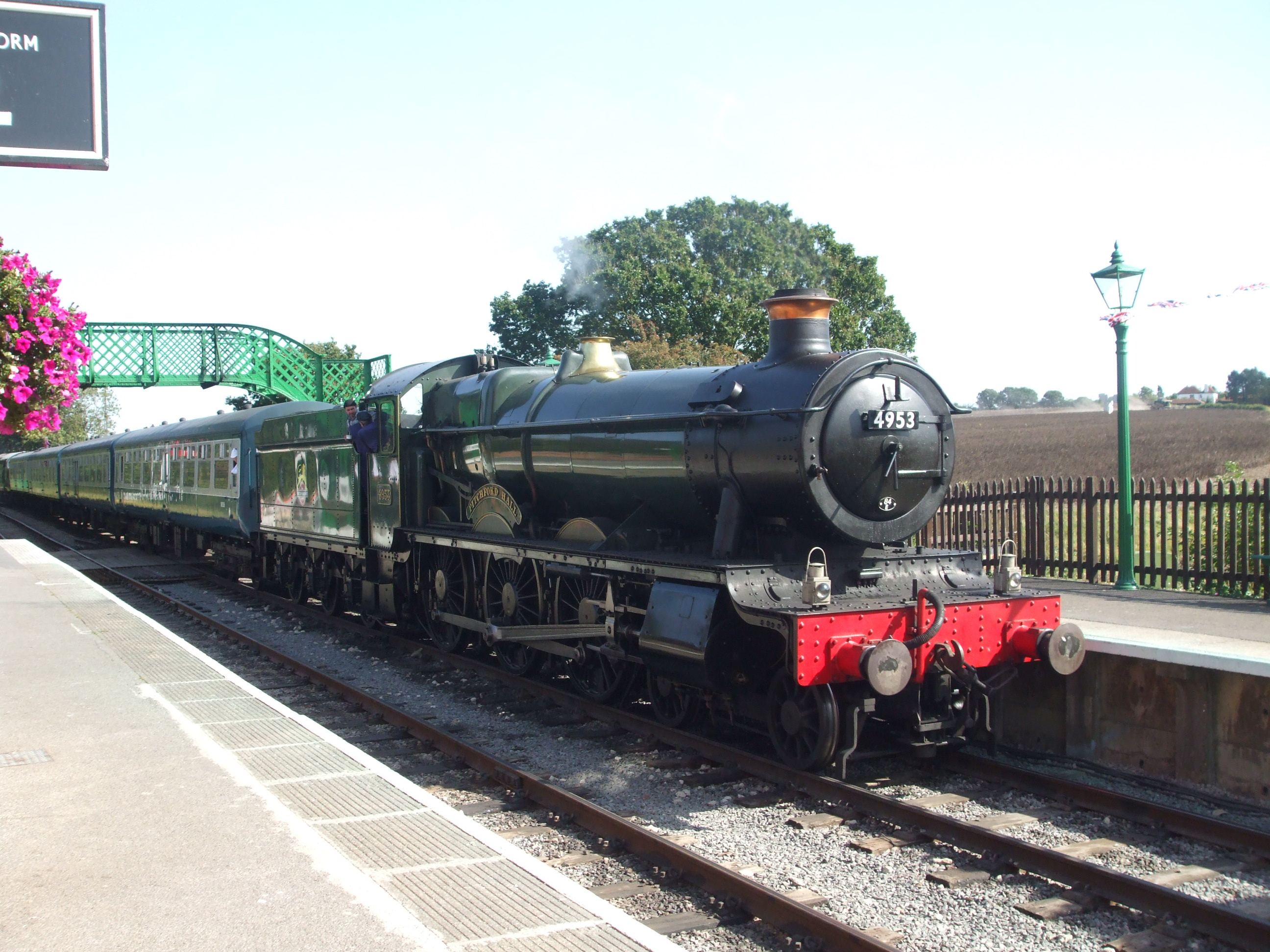
Een museumrit op het herstelde passeerspoor in september 2012.
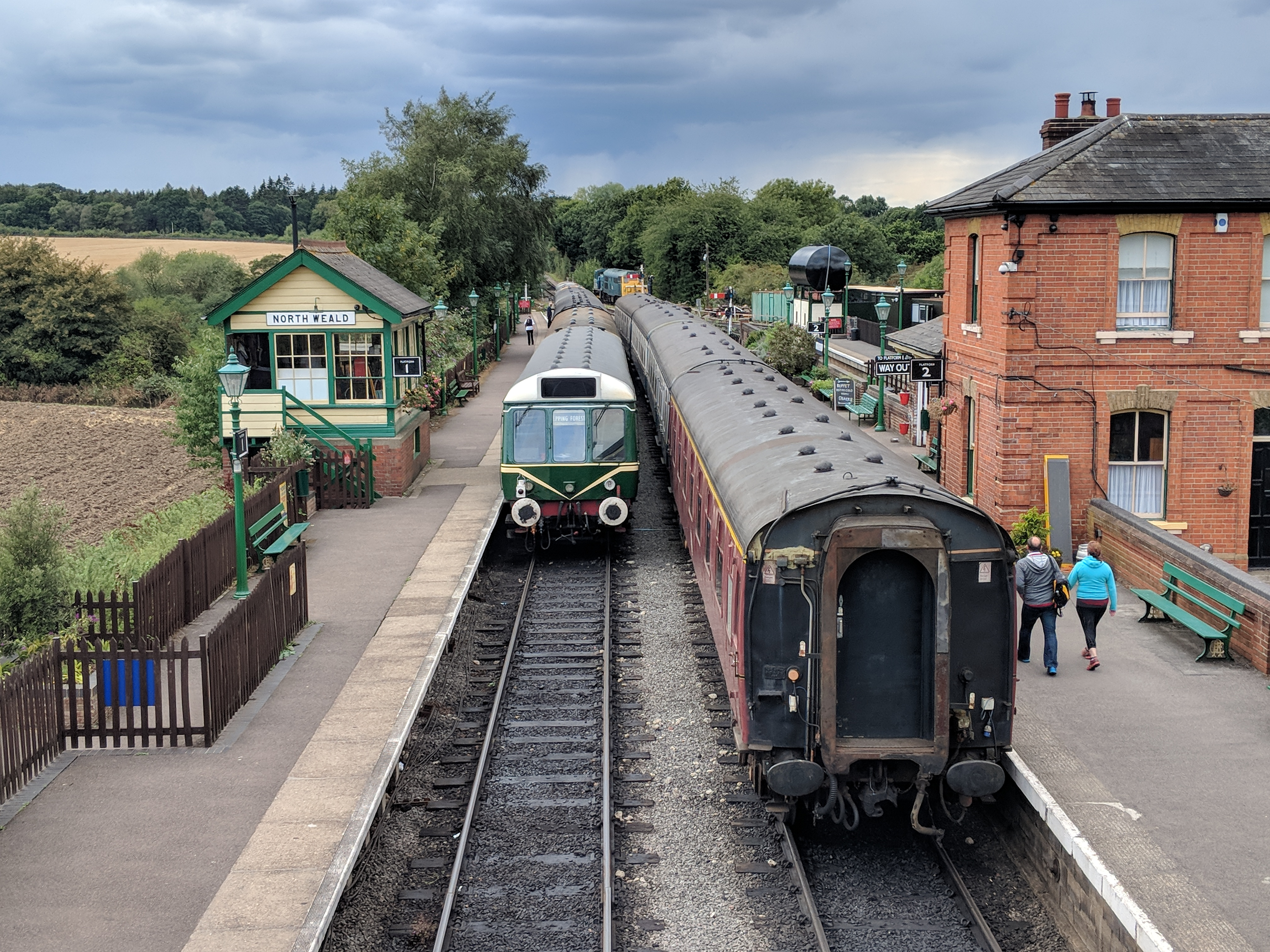
Het station gezien vanaf de loopbrug in 2018.

## Epping Ongar Railway
De Epping Ongar Railway Volunteer Rail Society reed van 2004 tot december 2008 met historische treinen over de voormalige Epping en Ongar-lijn. In 2009 kwam er een nieuwe eigenaar, de Epping Ongar Railway Ltd, die besloot om de stoomtractie te herstellen aangevuld met dieselmaterieel, op 25 mei 2012 werd de lijn heropend voor het publiek.
Het station North Weald ondergaat, net als de rest van de 11,8 kilometer lange tak die tot aan de rand van het station van Epping reikt, aanzienlijke verbeteringen en infrastructuurwerken in verband met het gebruik ervan als erfgoedspoorweg. Deze werken zijn ontworpen met het oog op de toekomst van de branche op lange termijn en om het gebruik van locomotieftreinen (getrokken door stoom- en diesellocomotieven) mogelijk te maken.
Het station van North Weald werd net als de rest van de ruim 9,5 km tussen Epping en Ongar opgeknapt voor gebruik als toeristische spoorweg met getrokken treinen met diesel-  en stoomtractie. Het station zelf is zorgvuldig gerestaureerd door groepen vrijwilligers, waarbij alle kamers in hun oorspronkelijke staat zijn hersteld en het station weer de British Rail-kleuren heeft gekregen. Het oorspronkelijke seinhuis van de GER uit 1888 is eveneens gerestaureerd, compleet met het originele hefboombediening, als onderdeel van de werkzaamheden om het herstelde passeerspoor van seinen te voorzien. Het zuidelijke perron is eveneens gerestaureerd en rolstoeltoegankelijk gemaakt. De betonnen loopbrug die door British rail geplaatst was is vervangen door de loopbrug van de GER uit Woodford. 
Omdat London Underground geen perron bij Epping beschikbaar stelt is North Weald momenteel het westelijkste station van de lijn. Ten westen van North Weald rijdt een pendeltrein tot aan Coopersale, maar daar zijn geen perrons. Het is de bedoeling dat er in de toekomst naar een eigen  stationsvoorziening in de buurt van station Epping komt. Voor de verbinding met Epping wordt een dienst met historische bussen, de vintage route, onderhouden. Het station werd gebruikt als filmlocatie voor een scène in de Netflix-show Heartstopper.